# Sunday School Musical
Sunday School Musical is een Amerikaanse muziekfilm en mockbuster van The Asylum. De film werd geregisseerd door Rachel Lee Goldenberg en werd uitgebracht op 21 oktober 2008 als direct-naar-video. 
De film is vergelijkbaar met Disney's High School Musical-reeks, maar de film heeft een andere aanpak in termen van verhaallijn.

## Verhaal
De toekomst van de kerk van een groep tieners wordt bedreigd. Als Zachary's familie gedwongen wordt te verhuizen, moet hij zijn vrienden bij het gospelkoor in de steek laten. Dit gospelkoor heeft zich net geplaatst voor een belangrijk kampioenschap. Zachary voelt zich eerst een buitenbeentje op zijn nieuwe school, maar als hij de kans krijgt om bij het gospelkoor te komen op zijn nieuwe school, verandert dat.

## Rolverdeling
- Chris Chatman als Zachary
- Candise Lakota als Savannah
- Cecile de Rosario als Laura
- Shane Carther Thomas als Jake
- Dustin Fitzsimons als Charlie
- Robert Acinapura als Miles
- Amy Ganser als Margaret
- Krystle Conner als Aundrea
- Cliff Tan als Trevor
- Thomas R. Nance als MC
- Millena Gay als Zach's moeder